# Lijst van Nederlandstalige kerstliederen

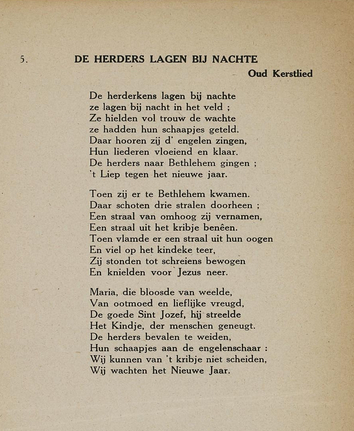
Liedblad met het kerstliedje 'De herdertjes lagen bij nachte' (collectie Meertens Instituut).

Een kerstlied is een lied waarvan de liedtekst verwijst naar de geboorte van Jezus. Sinds de twintigste eeuw worden er naast geestelijke kerstliedjes ook wereldlijke kerstliederen geschreven en uitgebracht over het vieren van het kerstfeest en de kersttijd.
De lijst met Nederlandse kerstliedjes op deze pagina is onderverdeeld in: traditionele, geestelijke liederen; 20e-eeuwse cultuurliedjes (met name kinderliederen); en (veelal profane) popliedjes.
Deze lijsten zijn onvolledig: de Nederlandse Liederenbank bijvoorbeeld bevat een verzameling van ruim 2.700 traditionele kerstliederen.

## Lijst van traditionele, geestelijke kerstliederen
Van oudsher waren kerstliedjes geestelijke liederen, bestemd voor de actieve zangbeoefening. De inhoud draait om het kerstverhaal uit de Bijbel. Veel terugkerende motieven zijn een kind in een kribbe, Maria en Jozef, herders, een ster, een stal en engelen.
Traditionele liederen zijn gewoonlijk anoniem overgeleverd en een precieze datering is onbekend. In de onderstaande lijst met een selectie van oude liederen, is de oudste vindplaats van de liedtekst aangegeven: dit is niet de datering van het lied, maar geeft aan hoe oud het minimaal is.
| Beginregel lied                                          | Oudste* vindplaats                                                      | Bijzonder- heden                                                                                       |
| -------------------------------------------------------- | ----------------------------------------------------------------------- | --- |
| De herdertjes lagen bij nachte                           | J. en L. Alberdingk Thijm, Oude en Nieuwere Kerst-Liederen (1852)       | |
| Do, do, kindje van de minne                              | Volk en Taal (tijdschrift, 1888-1895)                                   | Wiegelied.                                                                                             |
| Engelkens, door het luchtruim zwevend                    |                                                                         | Refrein: 'Gloria in excelsis Deo' (ere zij God in de hoge).                                            |
| Er is een Kindeke geboren op aard                        | Lootens en Feys, Chants populaires flamands (1879)                      | |
| Er is een roos ontsprongen                               |                                                                         | Naar het Duits: 'Es ist ein Ros entsprungen' (15e-eeuws, oudste vertaling 17e eeuw).                   |
| Ere zij God                                              | Isaac Bikkers, Het nachtegaaltje (1857)                                 | Bijbeltekst uit het Evangelie volgens Lucas (2:13-14).                                                 |
| Geen wiegje als rustplaats                               |                                                                         | Naar het Engels: 'Away in a manger, no crib for a bed'.                                                |
| Herders hij is geboren                                   | Den blijden wegh tot Bethleem (1645)                                    | |
| Hoe leit dit Kindeke hier in de kou                      | Wettener Liederhandschrift (17e eeuw)                                   | |
| Het komt een schip geladen                               | Werdener Liederenhandschrift (15e eeuw)                                 | Marialied.                                                                                             |
| Het was een maged uitverkoren                            | D. Coelde van Munster, Dit is een suverlijc boecxken (1508)             | |
| In dulci jubilo singet ende weset vro                    | Utrechts Sint-Agnes handschrift (15e eeuw)                              | |
| 't Is geboren, het godd'lijk Kind                        |                                                                         | Naar het Franse 'Il est né le divin enfant' (19e eeuw).                                                |
| Een kind geboren in Bethlehem                            | Deventer Liederenhandschrift (15e eeuw)                                 | |
| Kind'ren zwijgt, dan moogt ge horen                      | Utrechts Sint-Agnes handschrift (15e eeuw)                              | |
| Klein klein Jezuken heb je zulke kou                     |                                                                         | 19e eeuw.                                                                                              |
| Komt allen tezamen onder 't sterrenblinken               |                                                                         | Refrein: 'Kom, laten wij aanbidden, die Koning'. Lied gaat terug op Latijnse lofzang 'Adeste Fideles'. |
| Maria die zoude naar Bethlehem gaan                      | J. Alberdingk Thijm, Oude en Nieuwere Kerst-Liederen (1852)             | |
| Midden in de winternacht                                 |                                                                         | Tekst: Harry Prenen. Op de melodie van een Catalaans kerstlied. Datering: 1943.                        |
| Nu zijt wellekome, Jesu lieve Heer                       | Handschrift Begijnhof (ca. 1600)                                        | |
| O denneboom, o denneboom                                 |                                                                         | Naar het Duits: Ernst Anschütz, 'O Tannenbaum, o Tannenbaum, / wie treu sind deine Blätter' (1824).    |
| O herders, verlaat uw bokjes en schapen                  | J. de Lixbona, Hemelsch nachtegaelken oft Gheestelycke Liedekens (1644) | |
| O kerstnacht, schoner dan de dagen                       | Gysbreght van Aemstel (1637)                                            | Tekst: J. van den Vondel. Lied over de 'onnozele kinderen' (Mattheus 2:16-18).                         |
| O Kindeke klein, o Kindeke teer                          | Dit is een suverlijc boecxken (1508)                                    | |
| Ons genaket die avondstar, die ons verlichtet also claer | Deventer Liederenhandschrift (15e eeuw)                                 | |
| Ons is geboren een kindekijn, nog klaarder dan de zonne  | Deventer Liederenhandschrift (15e eeuw)                                 | |
| Stille nacht, heilige nacht                              |                                                                         | Oorspronkelijke Duitse tekst: Joseph Mohr. Muziek: Franz Gruber. Datering: 1818.                       |

* Het lied kan (veel) ouder zijn dan de oudste vindplaats waarin de tekst voor het eerst is opgetekend.

## Lijst van kerstliedjes voor kinderen
Sinds eind 19e en met name in de 20e eeuw is het merendeel van liederen die voor kerst worden geschreven voor de actieve zangbeoefening (cultuurliederen) bestemd voor kinderen. Hieronder zijn zowel geestelijke liedjes (over het kerstverhaal) als wereldlijke liedjes te vinden (bijvoorbeeld over de kerstboom, kerstklokjes, vrede en samen zingen).
Een cultuurlied of kunstlied is een lied waarvan auteur en componist bekend zijn (in tegenstelling tot een volksliedje).
| Beginregel lied                             | Tekstdichter                  | Bijzonder- heden |
| ------------------------------------------- | ----------------------------- | --- |
| Als de lichtjes doven                       | Willem Wilmink                | Liedje van Kinderen voor Kinderen (1984). Muziek: Frans Ehlhart.                                                                                              |
| Engeltje in de kerstboom, vlieg eens omlaag | Herman Broekhuizen            | Kinderliedje. Bron: Decemberliedjes (1972). |
| Jeroen is de man met de grote wagen         | Thea Zaat                     | Kinderliedje over kerstboomverkoper. Bron: Ding-dong (1977).                                                                                                  |
| Jezus zegt dat hij hier van ons verwacht    | Susan Bogert Warner           | Kinderliedje. Naar het Engels: 'Jesus bids us shine with a pure, clear light / like a little candle burning in the night'. Muziek: E. Excell. Datering: 1868. |
| 'k Ben op weg naar de stal                  |                               | Kinderliedje. |
| Kerstezel                                   | Harry Jekkers, Koos Meinderts | Liedje van Kinderen voor Kinderen (1990). |
| Kling, klokje, klingelingeling              | Karl Enslin                   | Kinderliedje. Naar het Duits: 'Kling, Glöckchen, klingelingeling'. Datering: 1854.                                                                            |
| Of je tachtig bent of vier                  |                               | Kinderliedje. Refrein: 'Zing met kerstmis samen een liedje'.                                                                                                  |
| Was het elke dag maar kerstmis              | Herman Pieter de Boer         | Liedje van Kinderen voor Kinderen (1982). Muziek: Tony Eyk.                                                                                                   |

## Lijst van Nederlandse kerst-popliedjes
Sinds de opkomst van de popmuziek in de jaren 1960, worden er veel liedjes uitgebracht die naar de wereldlijke elementen van het kerstfeest of de kersttijd verwijzen (witte kerst, kerstboom, kerstgeschenken, samen zijn).
Het gaat om popliedjes, luisterliedjes (chansons) en levensliederen, die geschreven zijn voor een uitvoerende artiest. Deze kerst-popliedjes vallen niet onder het traditionele kerstlied en worden wel kerst-hits of, met een Engelse term, christmas songs genoemd.
- Als met kerst een ster gaat stralen, Koos Alberts (1993)
- Deze kerst ben je bij mij, Jannes (2006)
- Eenzame kerst, André Hazes (1977)
- Het mooiste kerstfeest, Manke Nelis (1989)
- Kerstdagen van toen, Benny Neyman (1987)
- Kerstmis in de Jordaan, Johnny Jordaan (1956)
- Kerstmis voor iedereen, Jan Smit (2015)
- Kerstmis zonder jou, André Hazes (1977)
- Kerstnacht tesamen, Henk Wijngaard (1988)
- Kerstwereld, Robert Long (1994)
- Kom droom maar van een witte kerst, Corry Konings (1978)
- Met kerst ben ik alleen, André Hazes (1982)
- Mijn mooiste kerstfeest, Koos Alberts (1993)
- Morgen wordt de boom versierd, Heintje (1969)
- Natte kerst, Rob de Nijs (1994)
- Papa met kerst ben ik bij je, Frans Bauer (2004)
- Tussen kerstmis en nieuwjaar, Johnny Jordaan (1970)
- Vrolijk kerstfeest, Johnny Hoes (1977)
- Waarom ben ik met kerstmis zo alleen, Koos Alberts (1984)
- Zachtjes dwarrelt de sneeuw, Marga Bult (2011)